# Mont des Brumes
Ne doit pas être confondu avec Monts des Brumes.
 (avril 2017).
Si vous disposez d'ouvrages ou d'articles de référence ou si vous connaissez des sites web de qualité traitant du thème abordé ici, merci de compléter l'article en donnant les références utiles à sa vérifiabilité et en les liant à la section « Notes et références ».

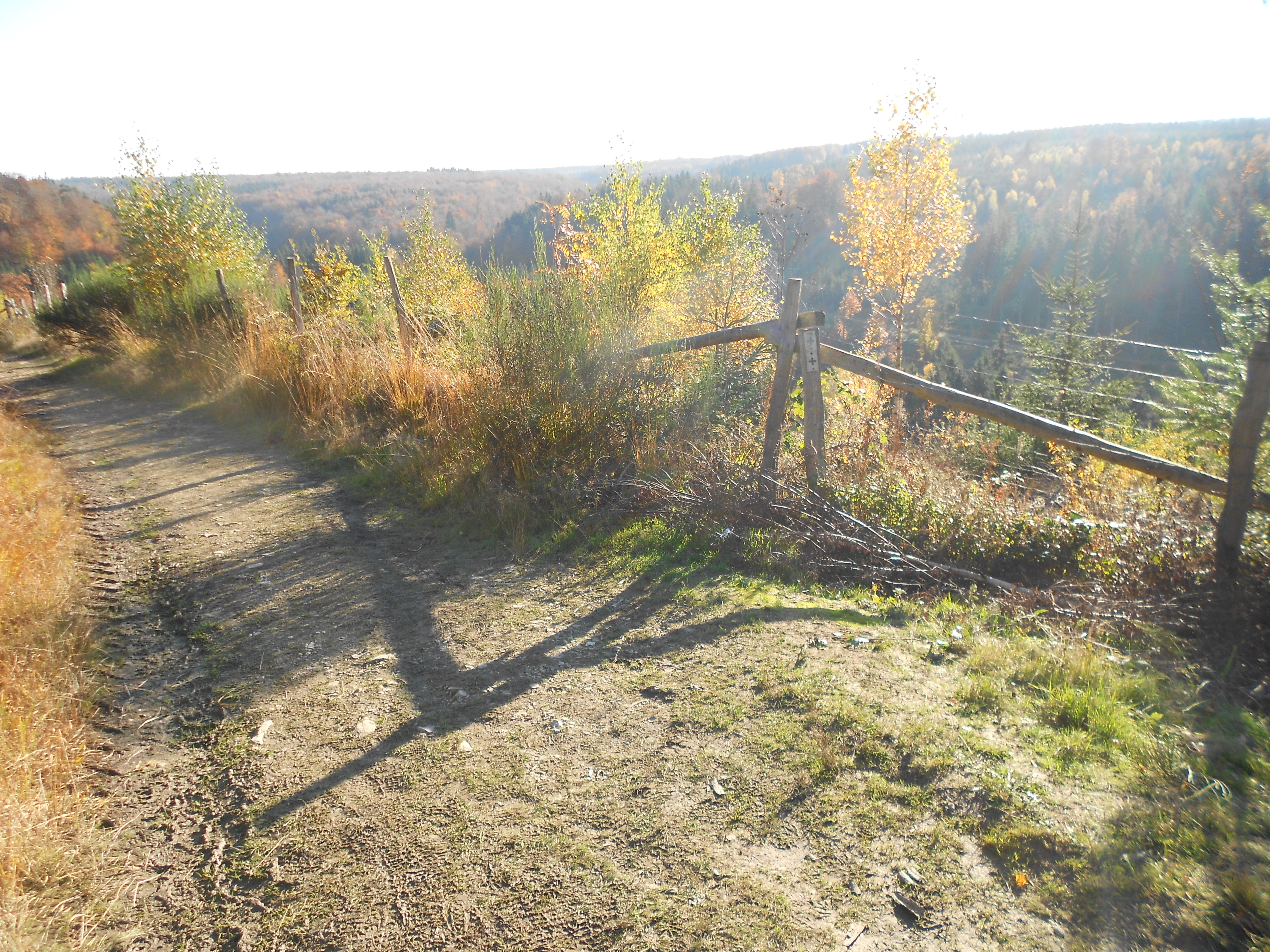
Hautes Fagnes (belgium)

Mont des Brumes est une station de ski située dans les Ardennes belges, entre Francorchamps et La Gleize. Cette station possède l'une des plus longues pistes de ski alpin en Belgique, avec notamment une piste rouge de 850 mètres de longueur sur près de 200 mètres de dénivelé. Le site possède également une piste pour débutants de 150 mètres[réf. nécessaire].
La station compte 4 remontées mécaniques, dont 2 téléskis, 1 baby-lift et 1 fils-neige, offrant un débit total de plus de 1000 skieurs à l'heure[réf. nécessaire].